# (51406) Massimocalvani
(51406) Massimocalvani est un astéroïde de la ceinture principale.

## Description
(51406) Massimocalvani est un astéroïde de la ceinture principale. Il fut découvert le 26 février 2001 à Cima Ekar par le programme Asiago-DLR Asteroid Survey. Il présente une orbite caractérisée par un demi-grand axe de 2,54 UA, une excentricité de 0,18 et une inclinaison de 16,5° par rapport à l'écliptique.

## Compléments